# Gunning (Australië)
Gunning is een plaats in de Australische deelstaat New South Wales en telt 2173 inwoners (2001).